# فين غروب
فين غروب (بالإنجليزية: Vingroup)‏ هي أكبر تكتل في فيتنام  تركز على التكنلوجيا،الصناعات، التطوير العقاري،البيع بالتجزئة والخدمات التي تتراوح بين الرعاية الصحية والضيافة.تأسست من قبل فام نهات فونج.